# Kevin Kline
Kevin Delaney Kline (San Luis, Misuri; 24 de octubre de 1947) es un actor estadounidense. En 1988 ganó un Premio Óscar al mejor actor de reparto por su interpretación en Un pez llamado Wanda y tres premios Tony por otras actuaciones.
Tuvo éxito en los escenarios y más adelante ganó dos Premios Tony, galardones equivalentes a los Óscar, por su actuación en dos musicales. También participó en algunas producciones para televisión. En 1981, decidió probar suerte en Hollywood, donde consiguió un papel en la película La decisión de Sophie. Su interpretación le valió una nominación a un Globo de Oro. A partir de esta nominación, Kline se convirtió en un actor conocido y apreciado lo que le valió apariciones cinematográficas constantes, interpretando roles de buena exigencia actoral. Por su actuación en Un pez llamado Wanda, en 1988, ganó el Óscar al mejor actor de reparto.
Capaz de interpretar personajes muy distintos, ya sea históricos, dramáticos o cómicos, logra un importante realismo y credibilidad en sus actuaciones. Aunque en varias de sus películas se ha ganado el calificativo de estrella, él mismo prescinde de ello. Cuando sus obligaciones se lo permiten, vuelve al teatro para interpretar una o dos obras.

## Biografía

### 1947-1969: Primeros años
Kline nació en St. Louis, Misuri, hijo de Margaret y Robert Joseph Kline, propietarios de varias tiendas. Su padre era de ascendencia judía alemana y su madre de ascendencia irlandesa. Estuvo vendiendo juguetes en la década de los 60 y 70, en la tienda de su padre, la Kline's Inc.. Kevin Kline describió a su madre como el "personaje dramático de nuestra familia". Era el segundo de cuatro hermanos (Kate, Alexander y Christopher).
Se graduó en el Saint Louis Priory School en 1965. En 1997, la escuela bautizó a su nuevo auditorio con el nombre de Kevin Kline Theater. En su honor, el actor ha hecho representaciones de Shakespeare. Posteriormente, asistió en la Universidad de Indiana en Bloomington, donde fue compañero de clase del actor Jonathan Banks. Comenzó a estudiar composición y dirección de músida, pero se especializó en teatro y oratoria durante sus dos últimos años, y se graduó en 1970. Dijo: "Cuando me cambié al Departamento de Teatro, todo lo que hice fue teatro... Apenas podía asistir a clase porque este era mi pasión." Mientras era estudiante, fue cofundador de Vest Pocket Players, una compañía teatral fuera del campus.

### 1970-1983: Inicios en el mundo del teatro
En 1970, Kline ganó una beca para formar parte de la nueva división de arte dramático de la Juilliard School de Nueva York. En 1972, se unió a los graduados, entre los que estaban Patti LuPone y David Ogden Stiers, a la City Center Acting Company (ahora The Acting Company), bajo la dirección de John Houseman. La compañía viajó por todo los estados Unidos con obras de William Shakespeare, otros clásicos teatrales y el musical The Robber Bridegroom, fundando uno de los grupos más elogiados del teatro de repertorio estadounidense. En Juilliard, también estudió canto con Beverley Peck Johnson.
En 1976, Kline dejó The Acting Company y se estableció en Nueva York, haciendo una breve parición como Woody Reed en la serie Search for Tomorrow. Volvería a los escenarios en 1977 en la producción del Hudson Guild Theater de Dance on a Country Grave, el musical Kelly Hamilton de la obra The Return of the Native de Thomas Hardy. En 1978, hizo el papel de Bruce Granit en la obra On the Twentieth Century de Harold Prince, por el que ganó su primer Premio Tony.
En 1981, apareció junto a los cantantes Linda Ronstadt y Rex Smith en el New York Shakespeare Festival's Central Park en la producción teatral The Pirates of Penzance de Gilbert and Sullivan, por el que ganaría su segundo Premio Tony al mejor actor en musical con el papel del Rey Pirata. En 1983 hizo el mismo papel en la versión cinematográfica, también junto a Ronstadt, Smith y Angela Lansbury.
En estos años de teatro, Kline apareció en muchas representaciones shakesperianas del New York Shakespeare Festival, como Ricardo III (1983), Mucho ruido y pocas nueces (1988), Enrique V (1984), y dos producciones de Hamlet, en 1986 and 1990 (which he also directed). Kline fue tildado del "Laurence Olivier estadounidense" por el crítico de teatro del New York Times Frank Rich.

### 1982–1999: Salto al cine y a la fama

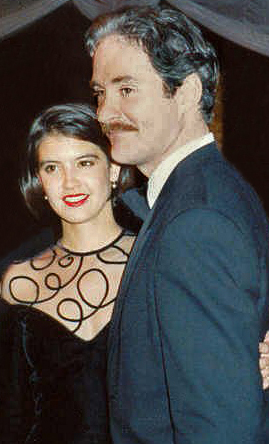
Kline y su esposa Phoebe Cates en la 61.ª edición de los Premios Óscar (1989)

Kline finalmente dio el salto al cine en 1982 con La decisión de Sophie (Sophie's Choice). Ganó el codiciado papel del atormentado y malhumorado Nathan junto a Meryl Streep. La crítica de cine Janet Maslin del The New York Times escribió sobre la actuación de Kline: "Kline, cuyo Nathan demuestra convincentemente la mayor ternura hacia Sophie, también es llamado a criticarla sin piedad. En las tiernas escenas, se muestra muy atractivo; en las crueles, hace lo mejor que puede para fingir una crueldad que, incluso en la página, parecía poco convincente." Streep ganó el Óscar por su papel mientras que Kline fue nominado a los Globos de Oro al mejor actor novel y a los Premios BAFTA por el mismo apartado.
A finales de los 80 y principios de los 90, Kline hizo algunas películas con el director Lawrence Kasdan empezando por Reencuentro (The Big Chill ) (1983). El film retrata el reencuentro de unos amigos después de la muerte de uno de los amigos. Kline coprotagoniza la cinta junto a Glenn Close, Jeff Goldblum y William Hurt. La película fue un éxito de taquilla y críica. Se volvió a unir al proyecto de Kasdan con el western Silverado (1985) que comparte cartel con Kevin Costner, Rosanna Arquette y John Cleese. Posteriormente, hace el papel de Donald Woods en el film de Richard Attenborough Grita libertad (Cry Freedom) (1987) junto a Denzel Washington sobre la amistad entre el activista Stephen Biko y el propio Woods.
El crítico de Newsday Lynn Darling escribió el 13 de julio de 1988, que Kline "ha evolucionado a uno de los actores más versátiles y talentosos estadounidenses de su generación." En 1989, Kline ganó el Óscar al mejor actor de reparto por su papel en la comedia británica Un pez llamado Wanda (A Fish Called Wanda), donde interpreta a un exespía de la CIA al excéntrico y en el que comparte cartel con John Cleese y Jamie Lee Curtis. En 2000, el American Film Institute colocó la película en la posición 21 en el Anexo:AFI's 100 años... 100 sonrisas. Kline continuó en esta época con comedias como Te amaré hasta que te mate (I Love You to Death) (1990), Escándalo en el plató (Soapdish) (1991), Grand Canyon (1991) y French Kiss (1995).
En 1993, Kline hizo su primer trabajo como actor de voz con Cascanueces y protagonizó Dave, presidente por un día, una comedia político dirigida por Ivan Reitman y compartiendo cartel con Charles Grodin, Sigourney Weaver y Ben Kingsley. En 1996, hizo otro papel de actor de voz como Capitán Febo en la película de dibujos animados de Disney de 1996 El jorobado de Notre Dame (The Hunchback of Notre Dame). Posteriormente, hizo el papel de profesor de literatura que le destapan su homosexualidad por el agradecimiento de un estudiante cuando recibe en los Premios Óscar en la comedia de Frank Oz In & Out (1997). La película está inspirada en el agradecimiento que hizo en los Óscar Tom Hanks por la película Philadelphia (1993). Kline fue nominado a los Globos de Oro al mejor actor en comedia o musical por este papel. En 1998, recibió una estrella en el St. Louis Walk of Fame.
En 1999, Kline hizo el papel de antagonista de Will Smith en el western Wild Wild West. La película recaudó se estrenó el 10 de octubre de 1999 y recaudó 222 millones de dólares en todo el mundo.

### 2000–2016: Actor establecido

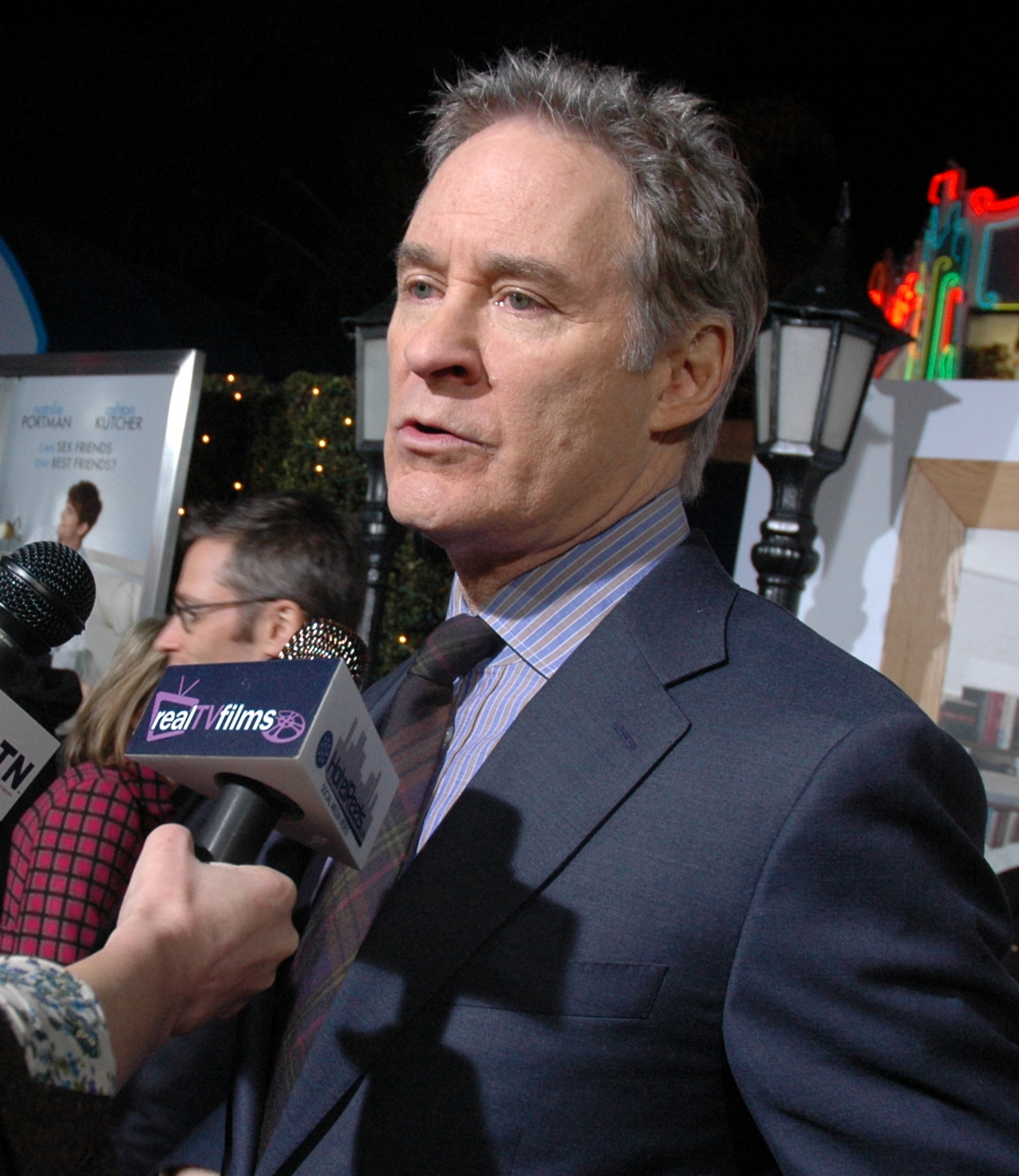
Kline en la première de No Strings Attached en enero de 2011

Kline dio voz a Tulio en el film animado de DreamWorks La ruta hacia El Dorado (The Road to El Dorado) (2000) junto a Kenneth Branagh. El film es una comedia de aventuras con canciones originales de Elton John. La cinta recibió críticas diversas pero, para algunos, se ha convertido en película de culto. Al año siguiente, protagonizó el drama La casa de mi vida (Life as a House) (2001) dirigida por Irwin Winkler y coprotagonizada por Kristin Scott Thomas, Hayden Christensen y Mary Steenburgen. Volvió a encarnar la voz del Capitán Foebo en El jorobado de Notre Dame 2 (The Hunchback of Notre Dame II) (2002). Ese mismo año hizo el papel de profesor de escuela en El club de los emperadores (The Emperor's Club) (2002). En 2004, encabezó el reparto del biopic de Cole Porter en De-Lovely (2004) por el que fue nominado a los Globos de Oro al mejor actor - Comedia o musical.
En este periodo, Kline apareció en numerosas comedias como La pantera rosa (The Pink Panther) (2006) junto a Steve Martin y comedias románticas como Definitivamente, quizás (Definitely, Maybe) junto a Ryan Reynolds y Sin compromiso (No Strings Attached) (2011) con Natalie Portman y Ashton Kutcher. Tamnbién formó parte del amplio reparto de la última película de Robert Altman ¡Por fin solos! (A Prairie Home Companion) (2006). Un reparto en el que también figuran Meryl Streep, Lily Tomlin, Tommy Lee Jones o Woody Harrelson.
Kline fue introducido en el American Theatre Hall of Fame en 2003. También trabajó en una producción del Lincoln Center de Enrique IV para Broadway como Falstaff, por el que fue nominado a los Premiso Tony en 2004. En diciembre de , Kline se convirtió en el 2.272º artista que consiguió una estrella en el Paseo de la Fama de Hollywood, colocada en el 7000 de Hollywood Boulevard.

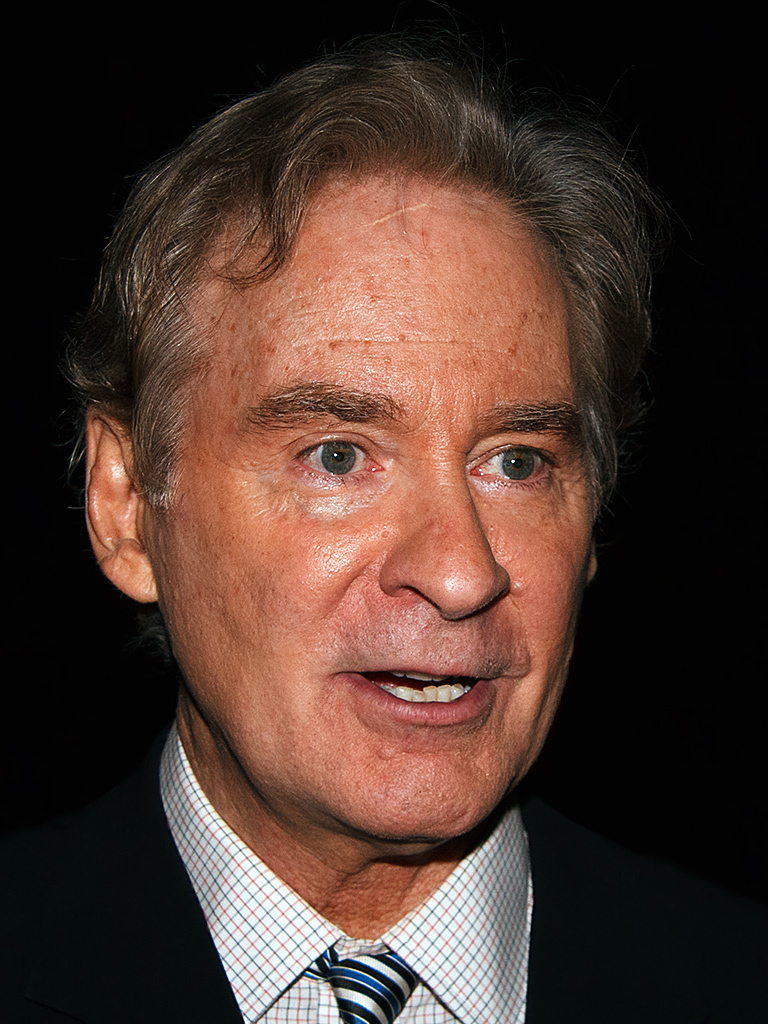
Kline en el Festival de Toronto de 2013

A partir de aquí, sus apariciones en los escenarios fue más abundante. Así, Kline asume el papel principal en el Rey Lear en el Public Theater y el de Cyrano de Bergerac en Broadway junto a Jennifer Garner. Se vio obligado a cerrar temporalmente después de sólo 11 funciones debido a la huelga de los tramoyistas de Broadway, pero se reanudó posteriormente. Cyrano fue grabada en 2008 y apareció en la serie Great Performances de la PBS. En enero de 2008, Kline ganó el Premio Screen Actors Guild por su interpretación de Jaques en la película Como gustéis (As You Like It) de Kenneth Branagh, adaptación de la obra de Shakespeare. Se estrenó en cines en 2006 en Europa y se envió directamente a HBO en los Estados Unidos. La película de Kline The Conspirator se estrenó durante el Festival Internacional de Cine de Toronto en 2010 y fue descrita como un "thriller histórico pasado de moda". Fue bien recibida por la mayoría de los críticos. En 2012, protagonizó la comedia Darling Companion con Diane Keaton.

### 2017–...: Últimos papeles
En 2017, Kline vuelve a Broadway en la nueva representación de la obra Present Laughter. Recibió excelentes críticas con Marilyn Stasio escribiendo: "¿Qué haríamos sin Kevin Kline? En una época de estrellas menores, es un auténtico ídolo matinal de la época ideal y con la sensibilidad urbana para hacer justicia a escribas sofisticados como Noël Coward." Por ello, recibió su tercer Premio Tony, esta vez al de mejor actor.
Ese año, hizo el papel de Maurice en el musical live-action de Disney La bella y la bestia (Beauty and the Beast), dirigida por Bill Condon y protagonizado por Emma Watson y Dan Stevens. El film recibió críticas positivas y recaudó 1,200 millones de dólares en todo el mundo, convirtiéndose no solo en una de las películas más taquilleras de 2017 sino también uno de los musicales más rentables de todos los tiempos. También puso la voz de Calvin Fischoeder en la serie de dibujos Bob's Burgers (201), por el que ganó una nominación al Premio Emmy a la mejor actuación de voz. Posteriormente repitió el personaje en la película The Bob's Burgers Movie (2022).

## Vida personal
Kline conoció a la actriz Phoebe Cates en 1983. Comenzaron sus relaciones en 1985 y se casaron el 5 de marzo de 1989 en Nueva York. Viven en el Upper East Side de Manhattan y tienen dos hijos: Owen Joseph Kline (1991) y Greta Kline (1994), ambos músicos de la banda de Frankie Cosmos.
Los Premios Kevin Kline honran a los profesionales del teatro en St. Louis en una variedad de categorías, que incluyen mejor actor y actriz, escenografía, coreografía y nueva obra o musical.

## Filmografía
Cine
| Año  | Título en España                                      | Título original                                | Director                                     | Personaje                      |
| ---- | ----------------------------------------------------- | ---------------------------------------------- | -------------------------------------------- | ------------------------------ |
| 1982 | La decisión de Sophie                                 | Sophie's Choice                                | Alan J. Pakula                               | Nathan                         |
| 1983 | Los piratas de Penzance                               | The Pirates of Penzance                        | Wilford Leach                                | Elrey pirata                   |
| 1983 | Reencuentro                                           | The Big Chill                                  | Lawrence Kasdan                              | Harold                         |
| 1985 | Silverado                                             | Silverado                                      | Lawrence Kasdan                              | Paden                          |
| 1986 | Nostalgia de un amor                                  | Violets Are Blue...                            | Jack Fisk                                    | Henry Squires                  |
| 1987 | Grita Libertad                                        | Cry Freedom                                    | Richard Attenborough                         | Donald Woods                   |
| 1988 | Un pez llamado Wanda                                  | A Fish Called Wanda                            | Charles Crichton y John Cleese               | Otto                           |
| 1989 | El asesino del calendario                             | The January Man                                | Pat O'Connor                                 | Nick Starkey                   |
| 1990 | Te amaré hasta que te mate                            | I Love You to Death                            | Lawrence Kasdan                              | Joey                           |
| 1991 | Grand Canyon                                          | Grand Canyon                                   | Lawrence Kasdan                              | Mack                           |
| 1991 | Escándalo en el plató                                 | Soapdish                                       | Michael Hoffman                              | Jeffrey Anderson               |
| 1992 | Chaplin                                               | Chaplin                                        | Richard Attenborough                         | Douglas Fairbanks              |
| 1992 | Dobles parejas                                        | Consenting Adults                              | Alan J. Pakula                               | Richard Parker                 |
| 1993 | Cascanueces                                           | The Nutcracker                                 | Emile Ardolino                               | Narrador                       |
| 1993 | Dave, presidente por un día                           | Dave                                           | Ivan Reitman                                 | Dave Kovic, Bill Mitchell      |
| 1994 | La princesa Caraboo                                   | Princess Caraboo                               | Michael Austin                               | Frixos                         |
| 1995 | French Kiss                                           | French Kiss                                    | Lawrence Kasdan                              | Luc Teyssier                   |
| 1996 | El jorobado de Notre Dame                             | The Hunchback of Notre Dame                    | Gary Trousdale y Kirk Wise                   | Capitán Febo                   |
| 1997 | In & Out                                              | In & Out                                       | Frank Oz                                     | Howard Brackett                |
| 1997 | Criaturas feroces                                     | Fierce Creatures                               | Robert Young y Fred Schepisi                 | Vince McCain y Rod McCain      |
| 1997 | La tormenta de hielo                                  | The Ice Storm                                  | Ang Lee                                      | Ben Hood                       |
| 1999 | Wild Wild West                                        | Wild Wild West                                 | Barry Sonnenfeld                             | Artemus Gordon                 |
| 1999 | El sueño de una noche de verano                       | A Midsummer Night's Dream                      | Michael Hoffman                              | Nick Botton                    |
| 2000 | La ruta hacia El Dorado                               | The Road to El Dorado                          | Bibo Bergeron, Don Paul y Jeffrey Katzenberg | Tulio (voz)                    |
| 2001 | The Anniversary Party                                 | The Anniversary Party                          | Alan Cumming y Jennifer Jason Leigh          | Cal Gold                       |
| 2001 | La casa de mi vida                                    | Life as a House                                | Irwin Winkler                                | George Monroe                  |
| 2002 | El jorobado de Notre Dame 2: El secreto de la campana | The Hunchback of Notre Dame II                 | Bradley Raymond                              | Capitán Febo                   |
| 2002 | El club de los emperadores                            | The Emperor's Club                             | Michael Hoffman                              | William Hundert                |
| 2002 | Orange County. Colgado, pringado y sin carrera        | Orange County                                  | Jake Kasdan                                  | Marcus Skinner (sin acreditar) |
| 2004 | De-Lovely                                             | De-Lovely                                      | Irwin Winkler                                | Cole Porter                    |
| 2004 | Jiminy Glick in Lalawood                              | Jiminy Glick in Lalawood                       | Vadim Jean                                   | Él mismo                       |
| 2006 | Como gustéis                                          | As You Like It                                 | Kenneth Branagh                              | Jacques                        |
| 2006 | El último show                                        | A Prairie Home Companion                       | Robert Altman                                | Guy Noir                       |
| 2006 | La Pantera Rosa                                       | The Pink Panther                               | Shawn Levy                                   | Dreyfuss                       |
| 2007 | El precio de la inocencia                             | Trade                                          | Marco Kreuzpaintner                          | Ray Sheridan                   |
| 2008 | El valiente Despereaux                                | The Tale of Despereaux                         | Sam Fell y Robert Stevenhagen                | André (voz)                    |
| 2008 | Definitivamente, quizás                               | Definitely, Maybe                              | Adam Brooks                                  | Hampton Roth                   |
| 2009 | La jugadora                                           | Joueuse                                        | Caroline Bottaro                             | Kröger                         |
| 2010 | La conspiración                                       | The Conspirator                                | Robert Redford                               | Edwin Stanton                  |
| 2010 | The Extra Man                                         | The Extra Man                                  | Shari Springer Berman y Robert Pulcini       | Henry Harrison                 |
| 2011 | Sin compromiso                                        | No Strings Attached                            | Ivan Reitman                                 | Alvin                          |
| 2012 | ¡Por fin solos!                                       | Darling Companion                              | Lawrence Kasdan                              | Joseph                         |
| 2013 | La última aventura de Robin Hood                      | The Last of Robin Hood                         | Richard Glatzer y Wash Westmoreland          | Errol Flynn                    |
| 2013 | Plan en Las Vegas                                     | Last Vegas                                     | Jon Turteltaub                               | Sam                            |
| 2014 | Mi casa en París                                      | My Old Lady                                    | Israel Horovitz                              | Mathias Gold                   |
| 2014 | James McNeill Whistler and the Case for Beauty        | James McNeill Whistler and the Case for Beauty | Norman Stone                                 | James McNeill Whistler (voz)   |
| 2015 | Ricki                                                 | Ricki and the Flash                            | Jonathan Demme                               | Pete                           |
| 2016 | (Dean)                                                | (Dean)                                         | Demetri Martin                               | Robert                         |
| 2017 | La bella y la bestia                                  | Beauty and the Beast                           | Bill Condon                                  | Maurice                        |
| 2021 | Aquí y ahora                                          | Here Today                                     | Billy Crystal                                | Ben                            |
| 2021 | El estornino                                          | The Starling                                   | Theodore Melfi                               | Dr. Larry Fine                 |
| 2021 | Una buena casa                                        | The Good House                                 | Maya Forbes y Wallace Wolodarsky             | Frank Getchell                 |
| 2022 | Bob's Burgers: La película                            | The Bob's Burgers Movie                        | Loren Bouchard y Bernard Derriman            | Calvin Fischoeder (voz)        |

Televisión
| Año       | Título en España         | Título original          | Director      | Personaje                | Nota                                                  |
| --------- | ------------------------ | ------------------------ | ------------- | ------------------------ | ----------------------------------------------------- |
| 1976      | The Time of Your Life    | The Time of Your Life    | Kirk Browning | McCarthy                 | Película de TV                                        |
| 2003      | Freedom: A History of US | Freedom: A History of US |               | Paul Potter y Jacob Riis | 7 episidios                                           |
| 2011-2024 | Bob's Burgers            | Bob's Burgers            |               | Mr. Fischoeder           | 42 episidios                                          |
| 2016      | Maya & Marty             | Maya & Marty             |               | Marido                   | Episodio: "Will Forte, Amy Poehler y Jerry Sienfield" |
| 2016      | Nature                   | Nature                   |               | Narrador                 | Episodio: "Yosemite"                                  |
| 2024      | Disclaimer               | Disclaimer               |               | Stephen Brigstocke       | 7 episidios                                           |

## Premios y reconocimientos
Ganador en 1997 de los Premios Gotham y en 1998 fue el Hombre del año de la Hasty Pudding Theatricals (Estados Unidos)
Premios Óscar
| Año  | Categoría              | Película             | Resultado |
| ---- | ---------------------- | -------------------- | --------- |
| 1989 | Mejor Actor de Reparto | Un pez llamado Wanda | Ganador   |

Premios del Sindicato de Actores
| Año  | Categoría                                        | Película       | Resultado |
| ---- | ------------------------------------------------ | -------------- | --------- |
| 2008 | SAG al Mejor Actor de TV - Miniserie o telefilme | As You Like It | Ganador   |